# Elasmopus buchneri
Elasmopus buchneri is een vlokreeftensoort uit de familie van de Maeridae. De wetenschappelijke naam van de soort is voor het eerst geldig gepubliceerd in 1924 door Spandl.